# Rai Premium
Rai Premium é um canal de televisão italiano gratuito que transmite reprises de ficção e filmes populares produzidos pela emissora estatal RAI